# Martin Tuszkay

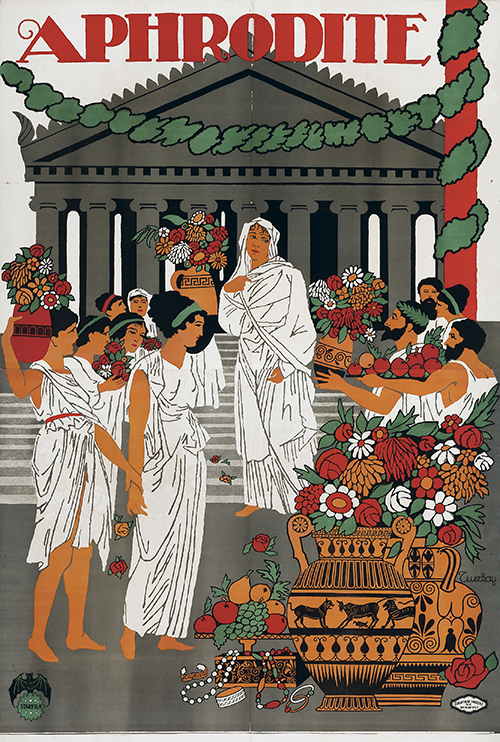
Affiche du film Aphrodite de 1918 d'Alfréd Deésy.

Martin Tuszkay ou Márton Tuszkay, né le 18 janvier 1884 et mort le 21 novembre 1940 à Berlin, est un affichiste et un graphiste hongrois.

## Biographie
Martin Tuszkay naît en 1884.
Il étudie à Budapest, Berlin et à Paris. À partir de 1911, il travaille principalement à Budapest, mais aussi en France et en Allemagne. Son travail consiste à concevoir des affiches et des graphiques. Il est représenté à des expositions en 1910 et en 1913 au Künstlerhaus et en 1918 au Salon national de Budapest. En 1919, il dessine également des affiches politiques. À ses débuts, il est proche du groupe d'artistes Nyolcak. Son travail, que l'on peut voir dans divers musées et galeries, fait de lui l'un des maîtres hongrois de l'art de l'affiche.
D'après le Bénézit il est aussi graveur.
Résident à la fin de sa vie à Berlin, il meurt dans cette ville puis est inhumé au cimetière de Stahnsdorf.

## Œuvres
- Corsets Arnold Obersky (Werbeplakat Paris um 1900)
- Giampetro-Kaisergarten-Parisiana (Theaterplakat 1910)
- Wäschestickereien (Grafik um 1910)
- Katonadolog. Mérei Adolf – Béldi Izor – Zerkovitz Bela (Theaterplakat 1913)
- Gyors segély – Auguszta alap (Lithographie zur schnellen Hilfe gegen die Not im Banat 1914)
- Italienische Marktgemeinde (Grafik 1917)
- Proletárok (Miniposter für die ungarische Räterepublik 1919)
- 7Film szovjet oroszorszagboi (Miniposter für den Sowjetfilm 1919)
- Védd meg a proletárok hatalmát Alli led a Vorös hadseregbe! Még ma! (Miniposter für die ungarische Rätearmee 1919)
- A Kekszakál Asszony (Madam Bluebeard) (Filmplakat um 1919)
- Liqueurs Baronel (Werbeplakat)
- Vagabunden (Grafik)